# Robert Figeat
Pour les articles homonymes, voir Figeat.
Robert Figeat, né le 6 juin 1907 à Vielmanay (Nièvre) et mort le 8 juillet 1991 à Amilly (Loiret), est un homme politique français.

## Détail des fonctions et des mandats
Mandat parlementaire
- 7 août 1972 - 1er avril 1973 : Député de la 4e circonscription du Loiret